# Plebicula basipunctata
Plebicula basipunctata är en fjärilsart som beskrevs av Turati och Ruggero Verity 1910. Plebicula basipunctata ingår i släktet Plebicula och familjen juvelvingar. Inga underarter finns listade i Catalogue of Life.